# Elisabeth Åsbrink

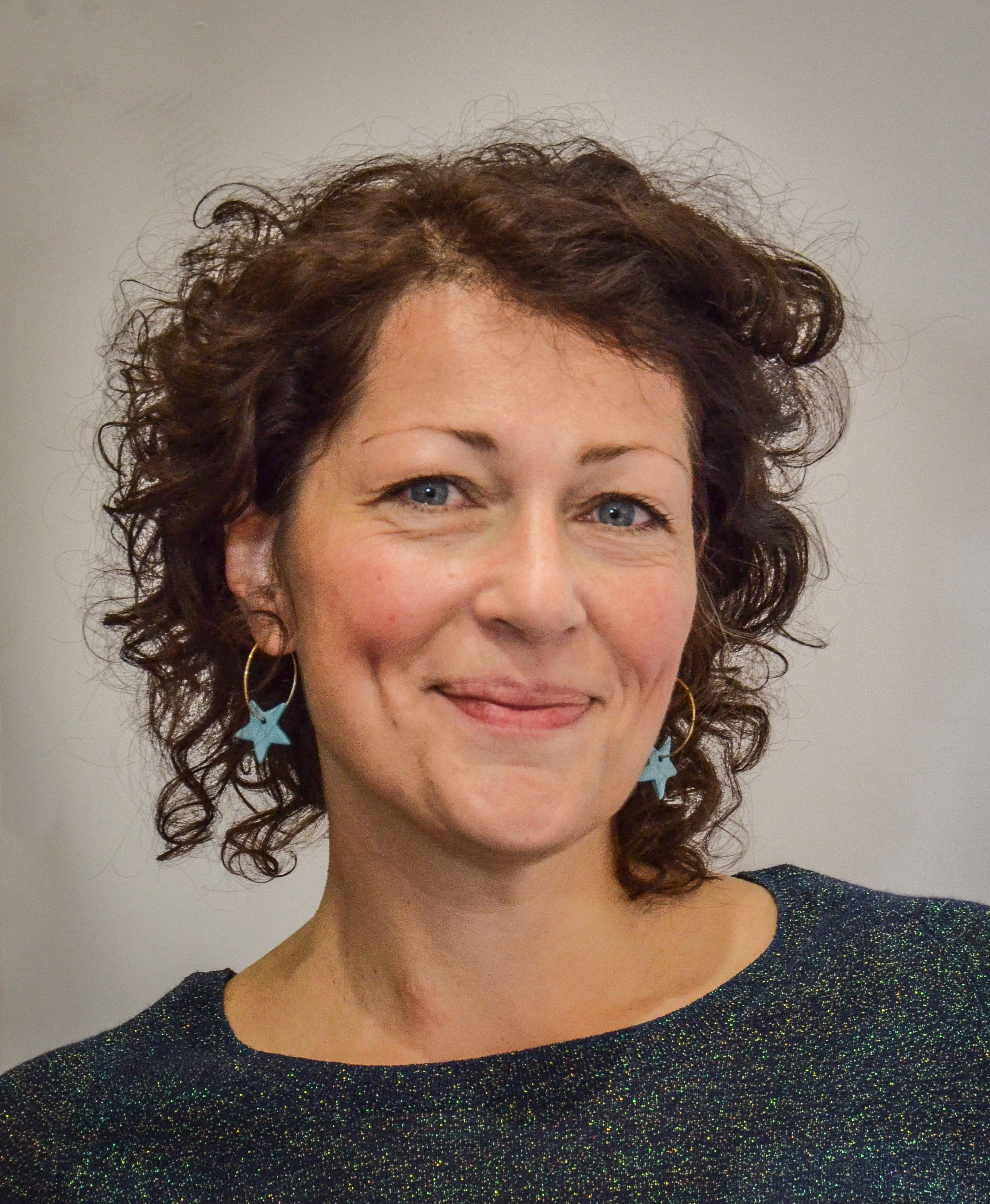
Elisabeth Åsbrink (2012)

Elisabeth Katherine Åsbrink (geboren 29. April 1965 in Göteborg) ist eine schwedische Journalistin und Schriftstellerin.

## Leben
Elisabeth Åsbrink arbeitete ab dem Jahr 2000 als Reporterin für die Sveriges Television und  als Investigativjournalistin in der Sendung Uppdrag Granskning. Ihr erstes Buch Smärtpunkten erschien 2009 und wurde für den August-Preis nominiert. Ihr Buch Und im Wienerwald stehen noch immer die Bäume basiert auf 524 Briefen der Eltern des Österreichers Otto Ullmann (1925–2005), der 1939 vor der deutschen Judenverfolgung mit einem Kindertransport aus Wien nach Schweden gerettet wurde. Die Eltern wurden 1944 Opfer des Holocaust, die Briefe erhielt Åsbrink, die selbst jüdischer Herkunft ist, von einer Tochter Ullmanns nach dessen Ableben. Das Buch erhielt 2011 den  August-Preis, 2013 den „Dansk-svensk kulturfonds kulturpris“ und 2014 den polnischen Ryszard-Kapuściński-Preis für die beste literarische Reportage. Bei den Recherchen zu dem Buch hatte Åsbrink weitere Details zur NS-Vergangenheit von Ingvar Kamprad aufgedeckt, mit dem Ullmann sich in Schweden angefreundet hatte.
Åsbrinks erstes Theaterstück RÄLS wurde 2012 am Folkteatern in Göteborg uraufgeführt. Es folgten die Stücke Pojken och Det Sjungande Trädet (über Isaac Grünewald) und Dr Alzheimer.
Ende März 2020 kritisierte Åsbrink in einem Essay als erste öffentlich den schwedischen Sonderweg beim Umgang mit der COVID-19-Pandemie.
2022 wurde sie mit dem Lotten-von-Kræmer-Preis des Samfundet De Nio ausgezeichnet.
Åsbrink ist mit einem Dänen verheiratet; sie lebt und arbeitet in Stockholm und Kopenhagen.

## Werke (Auswahl)
- Smärtpunkten : Lars Norén, pjäsen Sju tre och morden i Malexander. Stockholm : Natur & kultur, 2009, ISBN 978-91-27-11880-5
- Bläck : tatueringar, hud, minnen. Fotografien Björn Abelin. Stockholm : Natur & Kultur, 2010, ISBN 978-91-27-12937-5
- Och i Wienerwald står träden kvar. Stockholm : Natur & kultur, 2011, ISBN 978-91-27-13087-6
  - Und im Wienerwald stehen noch immer die Bäume : ein jüdisches Schicksal in Schweden. Aus dem Schwedischen von Gisela Kosubek. Zürich : Arche, 2014, ISBN 978-3-7160-2710-3
- Räls. Theaterstück. Göteborg : Folkteatern Göteborg, 2012
- 1947. Stockholm : Natur & Kultur, 2016